# Parque forestal Pontillón de Castro
El parque forestal de Pontillón de Castro es un parque forestal y deportivo periurbano localizado en la ladera del monte Acibal, al noreste de la ciudad española de Pontevedra, en el municipio capitalino pontevedrés.

## Localización
El parque forestal está situado al noreste de la ciudad de Pontevedra, en uno de los anillos verdes de la capital.
Se localiza en la parroquia pontevedresa de Verducido.

## Descripción
El parque forestal de Pontillón de Castro, creado como tal en 2010, fue el primer parque forestal en el municipio de Pontevedra. Está localizado alrededor del embalse de Pontillón de Castro y cuenta con un sendero principal de zahorra de 4,5 kilómetros que bordea el embalse. Dispone de varios miradores sobre el agua y de bancos. En el entorno se encuentran dos áreas de juegos infantiles.
El parque cuenta con 50 hectáreas de superficie y dispone de una importante masa forestal, que incluyó la plantación de más de tres mil árboles. Se prevé una ampliación del parque hasta el límite de las fincas y caminos existentes cerca del río Rons, que alimenta el embalse de Pontillón de Castro.
Este entorno natural, centrado en el embalse de Pontillón de Castro, se ha convertido en una zona recreativa ideal para la práctica de deportes acuáticos y en plena naturaleza, destacando especialmente el piragüismo. En el entorno hay tres senderos para peatones y ciclistas, un antiguo puente de piedra, muelles deportivos para pescadores, un rocódromo natural habilitado a orillas del embalse, dos áreas de juegos infantiles con columpios y toboganes, merenderos con mesas y asientos y zonas de descanso, así como un área recreativa en Outeiro do Castro.
En cuanto a la flora, en el parque se encuentran castaños, robles, alisos, avellanos y laureles. En lo referente a la fauna destacan las múltiples ranas que pueblan los márgenes del embalse.

### Centro deportivo
En 2007 se construyó en la zona el centro deportivo de piragüismo, diseñado por el arquitecto José Ramón Garitaonaindía de Vera. Ese mismo año acogió el campeonato europeo de piragüismo en aguas tranquilas. Las construcciones del centro deportivo se integran en el entorno. En las edificiones destaca como material el vidrio y el color verde en distintas tonalidades. El pabellón exhibe formas angulosas, y la disposición de las estructuras sigue las curvas de nivel del terreno para integrarse con la orografía del embalse circundante.

## Acceso
El modo más directo de acceder al parque forestal Pontillón de Castro desde la ciudad de Pontevedra en coche es a través de la N-550 y la PO-224. 

## Galería de imágenes

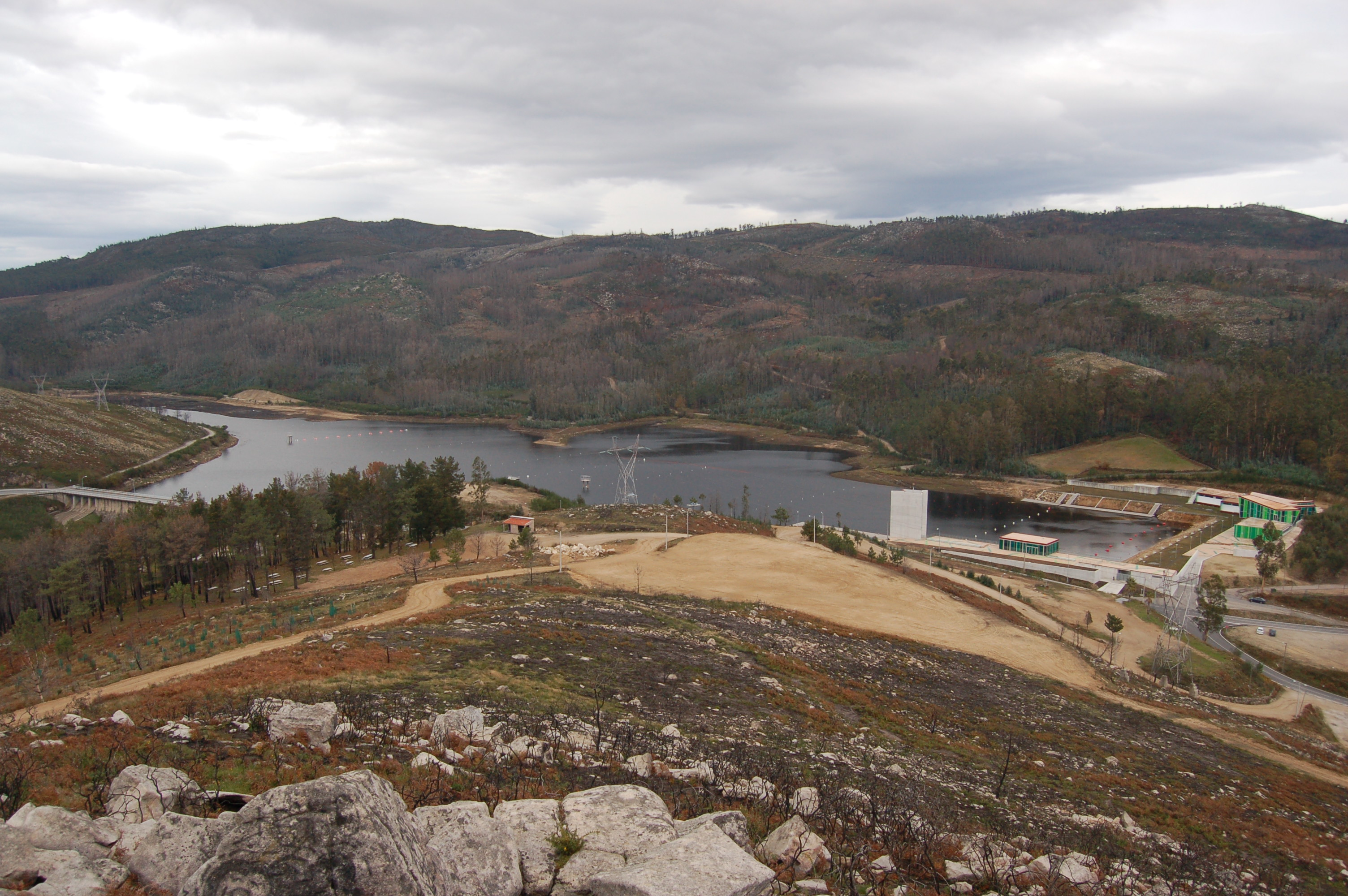
El embalse y el parque forestal alrededor.
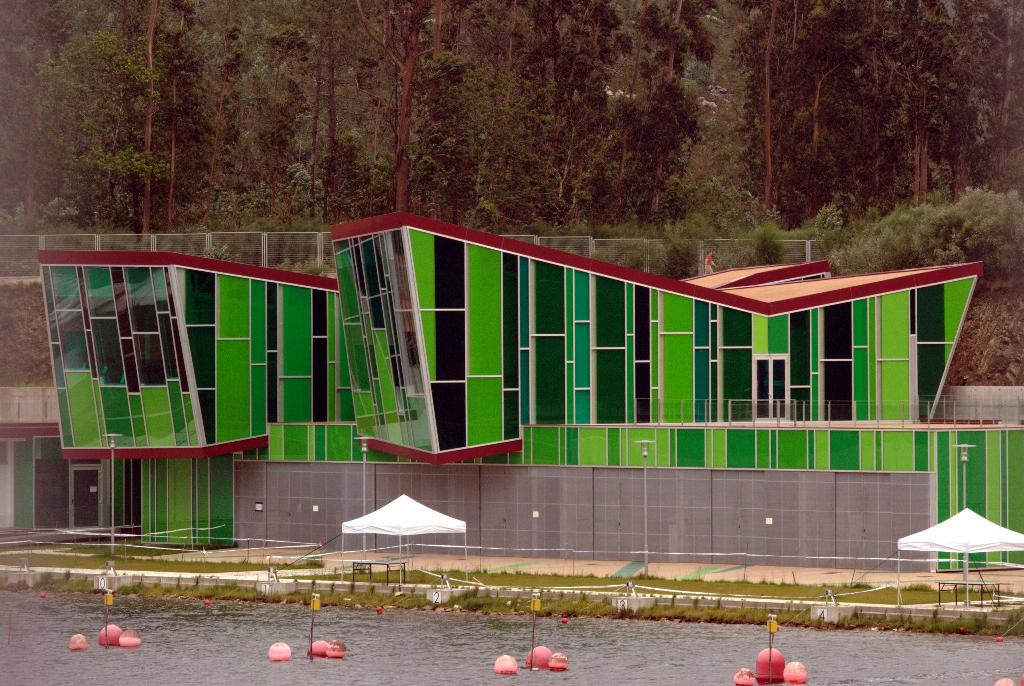
Centro deportivo de Pontillón.
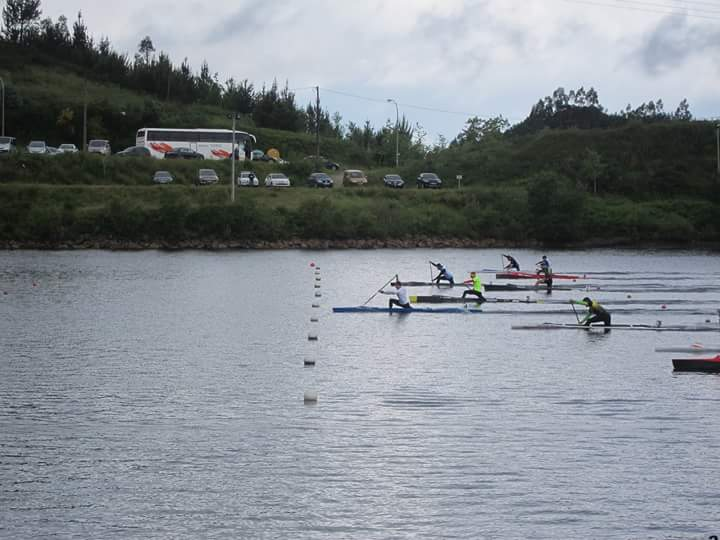
Piragüismo en el entorno del parque.
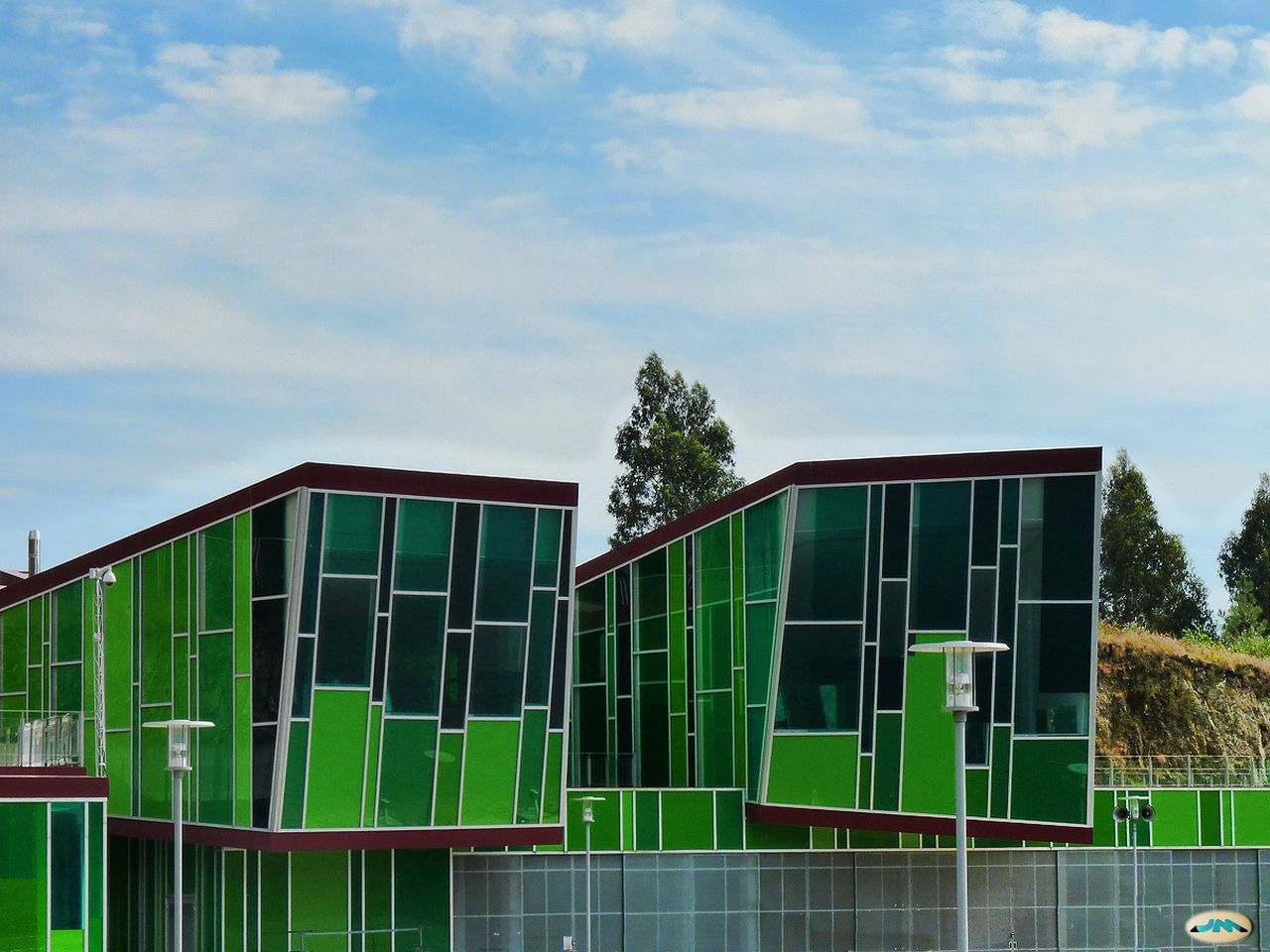
Detalle del centro deportivo.